# James Henry Greathead
James Henry Greathead (6 de agosto de 1844 - 21 de octubre de 1896) fue un ingeniero civil y mecánico británico, reconocido por su trabajo en el Metro de Londres. Inventor del antecedente directo de las modernas tuneladoras, fue uno de los primeros defensores de los túneles del Canal de la Mancha, del Mar de Irlanda y del Canal de Bristol. La forma cilíndrica de su escudo tunelador (que sustituyó ventajosamente al escudo rectangular ideado años antes por Marc Brunel) es la razón por la que el metro de Londres se llama coloquialmente "Tube" (El Tubo). Así mismo, intervino en diversos proyectos ferroviarios como el ferrocarril elevado de Liverpool, y sus máquinas para la inyección de hormigón se emplearon en la reparación de las catedrales de Winchester y de Lincoln.  

## Primeros años
Greathead nació en Grahamstown, Sudáfrica. Era de ascendencia inglesa, y su abuelo había emigrado a Sudáfrica en 1820. Se educó en el St. Andrew's College de Grahamstown, y en la escuela privada del Colegio Diocesano en la Ciudad del Cabo. Después de emigrar a Inglaterra en 1859, completó su educación de 1859 a 1863 en el Westbourne Collegiate School, de Westbourne Grove. Regresó brevemente a Sudáfrica antes de mudarse finalmente a Londres en 1864 para servir un pupilaje de tres años bajo la supervisión del ingeniero civil Peter W. Barlow, de quien se familiarizó con el sistema de túneles de escudo rectangular. Greathead pasó algún tiempo (alrededor del año 1867) como ingeniero asistente en el Ferrocarril Midland entre Bedford y Londres (trabajando con el hermano de Barlow, William Henry Barlow).

## Túneles
Poco después, en 1869, se reincorporó a la oficina de Barlow y comenzaron a trabajar en los diseños del Tower Subway, el segundo túnel que se construiría bajo el río Támesis en el centro de Londres. Barlow fue el ingeniero del túnel y Greathead estuvo a cargo de los accesos.
Greathead se convirtió en el contratista principal de la obra del metro Tower bajo la dirección de Barlow. William Copperthwaite afirma que si bien Barlow había patentado una idea de escudo de túnel, Greathead no solo diseñó un tipo diferente de escudo, sino que lo patentó y lo usó en ese contrato. A Barlow se le había otorgado una patente provisional sobre su segunda idea, pero Greathead no lo supo hasta varios años después (como se discutió en las actas de una reunión de la Institución de Ingenieros Civiles (ICE) publicada en enero de 1896).
También fue el ingeniero consultor del Túnel de Blackwall y supervisó su diseño y construcción.

## Ferrocarriles
En 1873, Greathead se convirtió en ingeniero de obra en la construcción de la extensión del ferrocarril a Hammersmith y de la extensión a Richmond del Ferrocarril District, cargo que ocupó durante cuatro años. Después de esto, colaboró en la preparación del Ferrocarril del Canal del Regente (1880), del Ferrocarril Metropolitan Circular Exterior (1881), de una nueva línea Londres-Eastbourne (1883) y de varios trenes ligeros en Irlanda (1884).
También en 1884, Greathead reanudó su participación en la construcción de túneles y se comprometió como ingeniero en el metro de Londres (City) y Southwark, más tarde el Ferrocarril de la City y del Sur de Londres (y ahora parte de la Línea Norte), que fue, cuando se inauguró en 1890, el primer ferrocarril subterráneo eléctrico del mundo. En 1888, se convirtió en ingeniero adjunto con Sir Douglas Fox en el Ferrocarril de Liverpool Overhead y también trabajó con W. R. Galbraith en el Ferrocarril Waterloo & City. Su trabajo final fue en Ferrocarril Central de Londres con Sir John Fowler y Sir Benjamin Baker.

## Invenciones y patentes

### Escudo de cabeza grande
Su diseño posiblemente se derivó del escudo original patentado por Marc Isambard Brunel de 1818, aunque Robert Vogel reconoció erróneamente que estaba inspirado en la patente de Barlow de 1864, que condujo a la patente provisional de Barlow de 1868. Sin embargo, hubo diferencias de diseño considerables que hicieron que los diseños patentados por Greathead se distinguieran de la idea de patente provisional de Brunel, lo que permitió la solicitud de patente para el diseño de Greathead.
El escudo de Brunel era rectangular y constaba de 12 celdas separadas que se movían de forma independiente; la solución de Greathead era cilíndrica, y la "reducción de la multiplicidad de partes en el escudo de Brunel a una sola unidad rígida fue una inmensa ventaja y un avance quizás igual al concepto del escudo de hacer túneles en sí", aunque para empezar, el frente todavía estaba excavado manualmente. El Escudo para Túneles en Terreno Blando patentado por Greathead utilizaba chorros de agua a presión en el frente del túnel para ayudar a cortar la tierra blanda como se describe en la patente. La presurización neumática del túnel se utilizó para garantizar una mejor seguridad para los trabajadores, al igualar la presión interna del túnel con su presión subterránea exterior estimada bajo el agua. La 'segunda edición' de su escudo empleaba un conglomerante hidráulico en el frente de excavación junto con dientes cortantes para crear una lechada (esta lechada luego se endurecía al secarse, y condujo a su siguiente invento: la máquina de lechada Greathead). A Brunel se le puede atribuir la idea de usar un escudo, pero Greathead fue reconocido como el ingeniero africano que construyó en primer lugar un escudi de su propio diseño y obtuvo una patente del escudo cilíndrico de una pieza. Diseñó el escudo circular prototipo que desde entonces se ha utilizado en la mayoría de los proyectos de túneles, con los avances incorporados por otros ingenieros y la mejora tecnológica en el diseño del escudo en general. En su libro, Tunnel Shields and the Use of Compressed Air in Subaqueous Works, Copperthwaite (quien trabajó con Greathead como alumno suyo) dice:
Barlow fue sin duda el primero en patentar, en 1864, un escudo capaz de moverse en una sola pieza, y rodeado por un delgado cilindro de hierro... para construir, en anillos sucesivos, un túnel de hierro fundido... esto fue en 1864 y en 1868 patentó provisionalmente un escudo... ninguno de estos diseños tomó forma práctica y, en 1869 Greathead en Inglaterra y Beach en Nueva York realmente construyeron y usaron escudos que tenían muchas características en común con las patentes de Barlow, pero que diferían entre sí en numerosos detalles.
Copperthwaite también argumenta (p. 20) que los tres hombres, Barlow, Greathead y Beach, diseñaron sus escudos de túneles independientemente los unos de los otros. Hay evidencia de que Greathead desconoció hasta 1895 el diseño de Barlow de 1868, la patente a la que más se parecía su escudo. El escudo de Beach se parecía más a la patente de Barlow de 1864. Copperthwaite agrega: "La distribución exacta del crédito de la invención entre estos dos ingeneiros será decidida por cada lector de acuerdo con lo que considere si el inventor, el inventor de un nuevo mecanismo, o el hombre que lo aplica para un uso práctico, es el más merecedor de crédito."  Mientras que Barlow patentó su idea en 1864, en 1869 tanto Greathead en Inglaterra como Beach en Nueva York construyeron prácticamente simultáneamente sus propios escudos que eran similares pero independientes entre sí. Los logros de Greathead fueron más allá que cualquier otro ingeniero de túneles con las patentes adicionales de 1738 (1874), 5665 (1884) y, en 1886, su patente no. 5221: la inyección mediante aire comprimido.
Copperthwaite aclara los orígenes del cambio de pensamiento de un escudo de túnel rectangular a escudos de corte cilíndricos construidos por primera vez por Greathead. Los minutos en la biblioteca de ICE sugieren que Barlow patentó en silencio sus ideas para un escudo de corte cilíndrico, pero nunca construyó uno. Greathead, sin conocer la patente inicial de Barlow y la patente provisional posterior, pasó a diseñar, patentar y construir el primer escudo de túnel cilíndrico acreditado en la historia. Simultáneamente, Alfred Ely Beach construyó un escudo de túnel cilíndrico en Nueva York y diseñó un escudo que se parecía mucho a la idea patentada de Barlow casi al mismo tiempo que Greathead. Según una videoconferencia de 2017 impartida por Robert Mair para el ICE, las ideas del escudo de los Brunel eran bien conocidas tanto en EE. UU. como en el Reino Unido. Dado que Barlow era alumno de Brunel, probablemente conocía bien el diseño del escudo de túnel rectangular. Debe haber sido obvio que un diseño cilíndrico era mucho más adecuado y estable, lo que llevó a tres hombres famosos a diseñar de forma independiente sus propios escudos de túneles únicos con unos pocos años de diferencia. Dado que el cemento Portland había sido inventado tan solo en 1824 por Joseph Aspdin de Leeds, la industria de la construcción no lo apreció por completo durante muchos años. Fue solo debido a las propiedades hidráulicas del cemento Portland y a su capacidad de fraguado en ambientes húmedos, que estas primeras empresas de túneles bajo el Támesis llegaron a buen término. Beach nunca vino a Inglaterra para conocer la patente de Barlow y la patente provisional posterior, y Greathead no supo de la idea de la patente provisional de Barlow hasta 1895, cuando se discutió en la reunión de la Institución de Ingenieros Civiles a la que asistió Greathead poco después de la muerte de Barlow y poco antes de su propia muerte. Los documentos se pueden obtener solicitándolos a su biblioteca en formato pdf para mayor aclaración.
El escudo de Greathead consistía en un cilindro de hierro de 7 pies 3 plg (2,2 m) de diámetro, equipado con gatos de tornillo que permitían que se impulsara hacia adelante. En uso, el escudo avanzaba hacia adelante a medida que se excavaba el frente de trabajo, mientras que detrás de él se colocaba un revestimiento de túnel permanente de segmentos de hierro fundido, en sí mismo una importante innovación. Greathead patentó muchas de sus ideas, incluido el uso de aire comprimido y la propulsión hacia adelante mediante gatos hidráulicos, que ahora son características estándar de la construcción de túneles. Otra patente de Greathead fue la adición de la bandeja de lechada a la altura del techo, que permitió aplicar lechada de cemento hidráulicamente detrás de los grandes escudos de hierro fundido para estabilizar la pared del túnel por fuera de las secciones del escudo. Greathead patentó un tercer escudo de túneles que introdujo boquillas de presión hidráulica en el frente del túnel para eliminar materiales blandos. La boquilla en sí también fue otra invención patentada de Greathead. En algún momento descubrió que el hormigón se podía rociar sobre superficies de tierra para estabilizarlas y se convirtió en el padre del hormigón proyectado y del cemento rociado que se utilizan tan ampliamente en la construcción.

### Hidrante inyector de lechada Greathead(c. 1879)
El hidrante fue un invento para inyectar lechada en loa huecos en tre los anillos de hierro fundido ya colocados y el terreno para fortalecer los revestimientos de las paredes del túnel durante la construcción y garantizar así su posición permanente.

### Máquina de lechada Greathead
Esta máquina se empleó en la reparación de las catedrales de Winchester y de Lincoln. "Su sistema de lechada por medio de aire comprimido, que quizás más que cualquier otro invento ha demostrado ser indispensable en todos los trabajos recientes de túneles".

### Patentes
- 1738 de 1874 J. H. Greathead un escudo que tiene una cara cerrada, el suelo frente al cual debe ser desintegrado por chorros de agua y herramientas sobresalientes. El túnel se revestirá con hierro fundido o con bloques artificiales moldeados. Hormigón a inyectar detrás del revestimiento del túnel.[19]
- 5665 de 1884 J. H. Greathead' el mismo escudo pero con modificaciones.[20]
- 5221 de 1886 J. H. Greathead La bandeja de lechada. Un escudo similar a los de las patentes 1738 (1874) y 5665 (1884)[20]
- 13215 de 1886 J. H. Greathead Un escudo con, alternativamente, un cortador giratorio central, con cuñas para romper el frente, tuberías de lavado de finos y cuñas solamente, etc.[20]
- 195 de 1889 J. H. Greathead Un escudo con un cortador giratorio.[20]
- 9263 de 1894 J. H. Greathead y Basil Mott Mejoras en bogies para material rodante ferroviario.

## Reconocimientos
- Un placa azul del English Heritage marca su casa en Barnes, suroeste de Londres, en el número 3 de St Mary's Grove, donde vivió entre 1885 y 1889. Esta fue su tercera casa, ya que su segunda residencia había sido demolida antes de la colocación de la placa del English Heritage.
- En enero de 1994 se erigió una estatua en su memoria en la entrada de la Estación de Bank, junto al Royal Exchange en la ciudad de Londres. Fue presentada por el Lord alcalde de Londres y está colocada sobre un pedestal que oculta un conducto de ventilación del metro.
- Mientras se renovaba Bank Station, se descubrió una sección del escudo de Greathead en un pasaje entre el metro y el Waterloo and City Railway. La sección ha sido pintada de rojo y se ha erigido una placa de latón como otro monumento a sus logros.

## Lecturas relacionadas
- Cartwright, Rob (September 1997), «James Henry Greathead (1844–1896) Tunnelling Pioneer», FOWNC Newsletter (Newsletter of the Friends of  West Norwood Cemetery) (30), consultado el 30 de abril de 2008.
- Cartwright, Rob (May 2000), «James Henry Greathead Blue Plaque», FOWNC Newsletter (Newsletter of the Friends of  West Norwood Cemetery) (38), consultado el 2 de agosto de 2014.
- Greathead, James Henry (1896). «The City and South London Railway». with some Remarks Upon Subaqueous Tunnelling by Shield and Compressed Air. With an abstract of the discussion upon the paper. London: The Institution of Civil Engineers. Consultado el 21 de enero de 2010.
- «James Henry Greathead». Greathead One name study. Archivado desde el original el 2 de marzo de 2008. Consultado el 30 de abril de 2008. (Registros familiares)
- «James Henry Greathead». Greathead One name study. Consultado el 30 de abril de 2008. (Genealogía)
- Cartwright, Rob (2021). JAMES HENRY GREATHEAD.